# ACミランの選手一覧
ACミランの選手一覧（ミランのせんしゅいちらん）は、イタリア・ミラノを本拠地とするサッカークラブチーム・ACミランに所属経験のある選手または監督の一覧。なお、リーグ戦に一度も出場実績のない選手は登録していない。

## 歴代監督
| 氏名                           | 国籍         | 期間           |
| ------------------------------ | ------------ | -------------- |
| ハーバート・キルピン           | イングランド | 1899-1906      |
| ダニエレ・アンジェローニ       | イタリア     | 1906-1907      |
| ジャンニーノ・カンペリオ       | イタリア     | 1908-1912      |
| チェザーレ・スタビリーニ       | イタリア     | 1913-1915      |
| グイド・モダ                   | イタリア     | 1915-1921      |
| フェルディ・オッペンハイム     | オーストリア | 1922-1924      |
| ヴィットリオ・ポッツオ         | イタリア     | 1924-1926      |
| グイド・モダ                   | イタリア     | 1926           |
| ハーバート・バージェス         | イングランド | 1926-1928      |
| エンゲルバート・ケーニッヒ     | オーストリア | 1928-1931      |
| ヨージェフ・バーナーシュ       | ハンガリー   | 1931-1933      |
| ヨージェフ・ヴィオラ           | ハンガリー   | 1933-1934      |
| アドルフォ・バロンチェーリ     | イタリア     | 1935-1937      |
| ヨージェフ・バーナーシュ       | ハンガリー   | 1937-1941      |
| マリオ・マグノッティ           | イタリア     | 1941-1943      |
| ジュゼッペ・サンタゴスティーノ | イタリア     | 1943-1945      |
| アドルフォ・バロンチェーリ     | イタリア     | 1945-1946      |
| ジュゼッペ・ビゴーノ           | イタリア     | 1946-1949      |
| ラヨシュ・ツェイズレル         | ハンガリー   | 1949-1952      |
| ベーラ・グットマン             | ハンガリー   | 1953-1955      |
| エクトル・プリチェッリ         | イタリア     | 1955-1956      |
| ジュゼッペ・ヴィアーニ         | イタリア     | 1956-1958      |
| ルイジ・ボニッツォーニ         | イタリア     | 1958-1960      |
| パオロ・トデスキーニ           | イタリア     | 1960-1961      |
| ネレオ・ロッコ                 | イタリア     | 1961-1963      |
| ルイス・カルニグリア           | アルゼンチン | 1963-1964      |
| ニルス・リードホルム           | スウェーデン | 1964-1966      |
| アルトゥーロ・シルベストリ     | イタリア     | 1966-1967      |
| ネレオ・ロッコ                 | イタリア     | 1967–1972      |
| チェーザレ・マルディーニ       | イタリア     | 1973–1974      |
| ジョバンニ・トラパットーニ     | イタリア     | 1974           |
| グスタボ・ジアニョーニ         | イタリア     | 1974-1975      |
| ジョバンニ・トラパットーニ     | イタリア     | 1975-1976      |
| ジュゼッペ・マルキオーロ       | イタリア     | 1976-1977      |
| ネレオ・ロッコ                 | イタリア     | 1977           |
| ニルス・リードホルム           | スウェーデン | 1977-1979      |
| マッシモ・ジャコミーニ         | イタリア     | 1979-1981      |
| ルイージ・ラディーチェ         | イタリア     | 1981-1982      |
| エリオ・ガルビアーティ         | イタリア     | 1982           |
| イラーリオ・カスタニェール     | イタリア     | 1982-1984      |
| エリオ・ガルビアーティ         | イタリア     | 1984           |
| ニルス・リードホルム           | スウェーデン | 1984-1987      |
| ファビオ・カペッロ             | イタリア     | 1987           |
| アリゴ・サッキ                 | イタリア     | 1987-1991      |
| ファビオ・カペッロ             | イタリア     | 1991-1996      |
| オスカル・タバレス             | ウルグアイ   | 1996           |
| アリゴ・サッキ                 | イタリア     | 1996-1997      |
| ファビオ・カペッロ             | イタリア     | 1997-1998      |
| アルベルト・ザッケローニ       | イタリア     | 1998-2001      |
| チェーザレ・マルディーニ       | イタリア     | 2001           |
| ファティ・テリム               | トルコ       | 2001           |
| カルロ・アンチェロッティ       | イタリア     | 2001-2009      |
| レオナルド                     | ブラジル     | 2009-2010      |
| マッシミリアーノ・アッレグリ   | イタリア     | 2010-2014      |
| クラレンス・セードルフ         | オランダ     | 2014           |
| フィリッポ・インザーギ         | イタリア     | 2014-2015      |
| シニシャ・ミハイロヴィッチ     | セルビア     | 2015-2016      |
| クリスティアン・ブロッキ       | イタリア     | 2016           |
| ヴィンチェンツォ・モンテッラ   | イタリア     | 2016-2017.11   |
| ジェンナーロ・ガットゥーゾ     | イタリア     | 2017.11-2019.5 |
| マルコ・ジャンパオロ           | イタリア     | 2019.6-10      |
| ステファノ・ピオリ             | イタリア     | 2019.10-2024.6 |
| パウロ・フォンセカ             | ポルトガル   | 2024.7-12      |
| セルジオ・コンセイソン         | ポルトガル   | 2024.12-2025.5 |
| マッシミリアーノ・アッレグリ   | イタリア     | 2025.5-        |

## 歴代キャプテン
| 在籍年    | 選手名                       | 国籍         | その他 |
| --------- | ---------------------------- | ------------ | ------ |
| 1956–1961 | ニルス・リードホルム         | スウェーデン |        |
| 1961      | フランチェスコ・ザガッティ   | イタリア     |        |
| 1961–1966 | チェーザレ・マルディーニ     | イタリア     |        |
| 1966–1975 | ジャンニ・リヴェラ           | イタリア     |        |
| 1975–1976 | ロメオ・ベネッティ           | イタリア     |        |
| 1976–1979 | ジャンニ・リヴェラ           | イタリア     |        |
| 1979–1980 | アルベルト・ビゴン           | イタリア     |        |
| 1980–1981 | アルド・マルデラ             | イタリア     |        |
| 1981–1982 | フルヴィオ・コッロヴァーティ | イタリア     |        |
| 1982–1997 | フランコ・バレージ           | イタリア     |        |
| 1997–2009 | パオロ・マルディーニ         | イタリア     |        |
| 2009–2013 | マッシモ・アンブロジーニ     | イタリア     |        |
| 2013–2017 | リッカルド・モントリーヴォ   | イタリア     |        |
| 2017–2018 | レオナルド・ボヌッチ         | イタリア     |        |
| 2018–2022 | アレッシオ・ロマニョーリ     | イタリア     |        |
| 2022–2025 | ダヴィデ・カラブリア         | イタリア     |        |
| 2025-     | マイク・メニャン             | フランス     |        |

## 歴代所属選手

### GK
| - ホバリン・フッド (1900-1902) - ジュリオ・エルモリ (1902-1911) - ジローラモ・ラディーチェ (1902-1909) - アッチリオ・フィルピ (1904-1905) - アッチリオ・トレレ (1905-1909) - フランソワ・メンノ・クヌーテ (1905-1906) - ルイジ・バルビエリ (1908-1916) - ロレンツォ・ガスリーニ (1909-1910,1913-1915) - ハインリク・ヘイム (1909-1910) - エンリコ・マレルバ (1912-1913) - アルマンド・ギャンブティ (1915-1916,1918-1919) - ルイジ・ビンダ (1919-1922,1923-1925) - ブルーノ・ミダリ (1922-1925) - ジュゼッペ・ノルサ (1922-1923) - ジョバンニ・デ・カルリ (1923-1925) - ジュゼッペ・カルミニャート (1925-1932) - ジョバンニ・カヴィグリア (1925-1926) - ジュゼッペ・ロッソニ (1926-1927) - ダリオ・コンピアーニ (1927-1936) - アレッサンドロ・ボネッティ (1933-1935) - マリオ・ゾルザン (1935-1942) - ヴィットーレ・マティーニ (1936-1939) - ルイジ・ディアマンテ (1936-1940) - エギディオ・ミケロニ (1939-1941) - ジョバンニ・ロセッティ (1940-1949,1950-1951) - ジャンニ・マッティオーニ (1941-1948) - アルフォンソ・リッチャルディ (1941-1943) - ドゥイリオ・ゾッティ (1945-1947) - ジョバンニ・ブサニ (1945-1946) - エフレム・ミラネーゼ (1947-1950) - ロレンツォ・ブッフォン (1949-1959) - エツィオ・バルデッリ (1949-1952) - アントニオ・セーヴェゾ (1952-1953) - ラニエリ・ガッルッツォ (1953-1954) - リッカルド・トロス (1954-1955) - サンティーノ・チチェリ (1955-1956) - ナルシソ・ソルダン (1956-1959) - ルチアーノ・アルフィエリ (1957-1962) | - ブルーノ・ドゥカティ (1958-1961) - ジョルジオ・ゲッツィ (1959-1965) - ジャンカルロ・ガレッジ (1959-1960) - マリオ・リベラーラト (1961-1963) - マリオ・バルルッツィ (1962-1967) - ルイジ・バルザリーニ (1963-1966) - クラウディオ・マントヴァーニ (1964-1967) - ピエランジェロ・ベリ (1966-1973) - ヴィリアム・ヴェッキ (1967-1974) - ファビオ・クディチーニ (1967-1973) - ピエルルイジ・ピッザバッラ (1973-1976) - エンリコ・アルベルトージ (1974-1980) - フランチェスコ・ナヴァツォッティ (1974-1975,1977-1978,1979-1980) - アントニオ・リガモンティ (1976-1980) - アントニオ・ヴェットーレ (1980-1981,1985-1986) - オットリーノ・ピオッティ (1980-1984) - ジュリオ・ヌチャーリ (1982-1988) - ジュリアーノ・テッラネオ (1984-1986) - ジョバンニ・ガッリ (1986-1990) - ダビデ・ピナト (1988-1989) - フランチェスコ・アントニオーリ (1988-1994) - アンドレア・パッツァーリ (1989-1991) - セバスティアーノ・ロッシ (1990-2002) - マッシモ・タイービ (1990-1991,1997-1998) - フランチェスコ・トルド (1990-1993) - マリオ・イエルポ (1993-1996) - アンジェロ・パゴット (1996-1997) - クリスティアン・アッビアーティ (1998-2016) - イェンス・レーマン (1998-1999) - ヴァレリオ・フィオーリ (1999-2008) - ジーダ (2000-2010) - ジェリコ・カラッツ (2005-2009) - マルコ・ストラーリ (2007-2010,2017-2018) - フラヴィオ・ローマ (2009-2012) - マルコ・アメリア (2010-2014) - ガブリエウ・ヴァスコンセロス・フェレイラ (2012-2018) - ディエゴ・ロペス (2014-2016) | - ジャンルイジ・ドンナルンマ (2015-2021) - アントニオ・ドンナルンマ (2017-2021) - ペペ・レイナ (2018-2020) - アスミル・ベゴヴィッチ (2020) - チプリアン・タタルシャヌ (2020-2023) - マイク・メニャン (2021-) - アントニオ・ミランテ (2021-2024) - マルコ・スポルティエッロ (2023-2025) - ラポ・ナヴァ (2023-2025) - ロレンツォ・トリアーニ (2024-) |

### DF
| - ハーバート・キルピン (1899-1908) - ルイジ・ワグナー (1900-1902) - ハンス・ハインリッヒ・スーター (1901-1905) - カルロ・フェラレーゼ (1902) - アンドレア・メシア (1902-1909) - グイド・モダ (1903-1908,1909-1912) - カルロ・ビアンキ (1907-1908) - マルコ・サーラ (1908-1920) - レンゾ・デ・ヴェッキ (1909-1913) - ロジャー・ピラード (1910) - ジャコモ・ロセオ (1911-1912) - ジョン・ロバーツ (1912-1913) - ルイジ・アンドレオリ (1913-1914,1920-1921) - アミルカレ・ピッツィ (1914-1917) - エギディオ・ロベッリ (1914-1915) - マリオ・セベニーニ (1915-1919) - レンツォ・アツァーギ (1918-1924) - ウンベルト・ソルダーティ (1921-1925) - エウジェニオ・アリーヴィ (1922-1923) - アレッサンドロ・シエノニ (1924-1933) - ジョルジョ・シドリ (1924-1926) - プリニオ・ファリーナ (1924-1925) - ジョバンニ・ボルツォーニ (1924-1925,1926-1927) - ルイジ・ペルヴェルシ (1925-1940) - アテネ・カレッファ (1925-1926,1927-1928) - ピエトロ・ボンフィグリオ (1925-1926,1928-1930) - イヴォ・ペドレッティ (1925-1926) - フランチェスコ・ヴィスカルディ (1925-1926) - フランチェスコ・ポミ (1925-1933) - ヴィニチオ・コロンボ (1927-1930) - オスバルド・マッツィ (1927-1928) - フェルナンド・ランチョーニ (1929-1932) - ジュゼッペ・ボニゾーニ (1931-1940) - ジュゼッペ・フィアメンギ (1931-1933,1934-1935) - カルロ・リゴッティ (1933-1938) - エミリオ・ガットロンキエリ (1934-1936) - ジャン・エミリオ・ピアッツァ (1935-1936) - レナート・ボディーニ (1937-1938) - ブルーノ・ベラ (1937-1941) - エットーレ・ジラルデンゴ (1937-1939) - エンリコ・ボニフォルティ (1939-1943) - ダンテ・グアネッティ (1940-1942) - フランコ・ヴァントーラ (1941-1945) - アンドレア・ボノミ (1942-1952) - エドアルド・ガリンベルティ (1942-1943) - ルイジ・ゾルジ (1942-1944,1945-1946) - セルヒオ・マルキ (1944-1945) - ジョヴァンニ・クロッキアッティ (1945-1947) - マリオ・フォグリア (1946-1951) - セルソ・バッタイア (1946-1947) - リノ・グラバ (1947-1949) - エディ・グラットン (1947-1949) - カルロ・ピカルディ (1947-1948) - カルロ・ベッローニ (1948-1951) - ジョズエ・サンビート (1948-1950) - アルトゥーロ・シルヴェストリ (1950-1955) - エミリオ・ラベッザーリ (1951-1952) - フランチェスコ・ザガッティ (1952-1963) - フランコ・ペドロニ (1952-1956) - ジェルマーノ・トラヴァリーニ (1952-1953) - アルフィオ・フォンタナ (1952-1955,1956-1960) - チェーザレ・マルディーニ (1954-1966) - ルイージ・ラディーチェ (1955-1959,1960,1961-1965) - エロス・ファセッタ (1955-1958) - サンドロ・サルヴァドーレ (1958-1962) - マリオ・トレビ (1958-1966) - ジョバンニ・トラパットーニ (1959-1971) - ジルベルト・ノレッティ (1959-1961,1963-1967) - アンブロジオ・ペラガッリ (1959-1960,1961-1966) - ベネデット・デ・アンジェリス (1959-1960) - ルイジ・ガラニャ (1959-1960) - マリオ・ダビド (1960-1965) - ビクトル・ベニテス (1962-1963,1964-1965) - アッチリオ・ブラヴィ (1962-1963) - ネロ・サンティン (1963-1970) - ルチアーノ・ポッピ (1963-1964) - カール＝ハインツ・シュネリンガー (1965-1974) - ルイジ・マルデラ (1965-1966,1969-1971) - アルベルト・グロセッティ (1965-1966,1969-1970) - アンジェロ・アンキレッティ (1966-1977) - ロベルト・ロサト (1966-1973) - ブルーノ・バヴェーニ (1966-1969) - サウル・マラトラシ (1967-1970) - チェーザレ・カッターネオ (1969-1971) - ジュリオ・ツィニョーリ (1970-1974,1975-1976) - アルド・マルデラ (1971-1982) - ルチアーノ・モンティコロ (1971-1972) - エンリコ・ランツィ (1971-1974) - ジュゼッペ・サバディーニ (1971-1978) - マウリツィオ・トゥローネ (1972-1978) - ダリオ・ドルチ (1972-1974) - ウォルター・デ・ヴェッキ (1973-1974,1978-1981) - アルド・ベト (1974-1981) - ルチアーノ・ゼッキーニ (1974-1975) - フィリッポ・チッテリオ (1974-1975) - フルビオ・コロバティ (1976-1982) | - シモーネ・ボルディーニ (1976-1979) - フランコ・バレージ (1977-1997) - アルベルト・ミノイア (1978-1982) - マウリツィオ・ロンゴバルド (1978-1979,1982-1983) - マウロ・タソッティ (1980-1997) - セルジオ・バティスティーニ (1980-1985) - マウリツィオ・ヴェントゥーリ (1981-1982) - ナッツァレーノ・カヌーティ (1982-1983) - パオロ・ベネッティ (1982-1983) - ロベルト・ビッフィ (1982-1983) - フィリッポ・ガッリ (1983-1996) - ルチアーノ・スピノジ (1983-1984) - エリック・ゲレツ (1983-1984) - カテッロ・チンミーノ (1983-1985) - ルイジ・ルッソ (1983-1985) - パオロ・マルディーニ (1985-2009) - ロベルト・ロレンシーニ (1985-1987,1994) - カルメロ・マンクーソ (1985-1986) - アレッサンドロ・コスタクルタ (1986-2007) - ダリオ・ボネッティ (1986-1987) - マルコ・プッロ (1986-1987,1989-1990,1993-1994) - フランチェスコ・ザノンチェッリ (1986-1987) - ウォルター・ビアンキ (1987-1989) - ルフォ・エミリアーノ・ヴェルガ (1987-1988) - ロベルト・ムッシ (1987-1989) - ステファノ・カロッビ (1989-1991) - ステファーノ・ナヴァ (1990-1991,1992-1995) - ジャンドメニコ・コスティ (1990-1991) - エンツォ・ガンバロ (1991-1993) - クリスティアン・パヌッチ (1993-1996) - アレッサンドロ・オルランド (1993-1994) - ジュゼッペ・カルドーネ (1992-1993,1997-1999) - マッシモ・オッド (1993-1999,2007-2012) - フランチェスコ・ココ (1995-2002) - アルベルト・コマッツィ (1996-1998) - ピエトロ・ヴィエルコウッド (1996-1997) - ダニエレ・ダイノ (1996-1998,2000-2001) - ミハエル・ライツィハー (1996-1997) - アルベルト・コマッツィ (1996-1998) - ウィンストン・ボハルデ (1997-1998) - アンドレ・クルス (1997-1999) - ダリオ・スモイェ (1997-1998) - ステイナル・ニルセン (1997-1998) - サミル・ベロファ (1998-2000) - トーマス・ヘルヴェグ (1998-2003) - ブリュノ・ヌゴッティ (1998-1999) - ルイージ・サーラ (1998-2001) - ロベルト・アジャラ (1998-2000) - セルジーニョ (1999-2008) - タリボ・ウェスト (1999-2000) - カルロ・テオドラーニ (1999) - ファブリシオ・コロッチーニ (1999-2004) - ホセ・チャモ (2000-2003) - ロッキ・ジュニオール (2000-2004) - マルティン・ラウルセン (2001-2004) - ルカ・アントニーニ (2001-2003,2008-2013) - カハ・カラーゼ (2001-2010) - モハメド・サール (2001-2005) - コスミン・コントラ (2001-2002) - アレッサンドロ・ネスタ (2002-2012) - ミルコ・ステファニ (2002-2003) - ダリオ・シミッチ (2002-2008) - カフー (2003-2008) - ジュゼッペ・パンカロ (2003-2005) - リーノ・マルツォラッティ (2004-2006) - ロマノ・ペルティコン (2004-2008) - ヤープ・スタム (2004-2006) - マレク・ヤンクロフスキ (2005-2011) - ジュゼッペ・ファヴァッリ (2006-2010) - マッテオ・ダルミアン (2006-2009) - ダニエレ・ボネーラ (2006-2015) - レアンドロ・グリミ (2007-2008) - ジャンルカ・ザンブロッタ (2008-2012) - フィリップ・センデロス (2008-2009) - チアゴ・シウヴァ (2008-2012) - イニャツィオ・アバーテ (2009-2019) - フェリペ・マッチオーニ (2009) - ソクラティス・パパスタソプーロス (2010-2011) - マリオ・ジェペス (2010-2013) - マッティア・デ・シリオ (2011-2017) - フィリップ・メクセス (2011-2016) - ディダク・ビラ (2011-2015) - ニコラ・レグロッターリエ (2011) - ウルビー・エマヌエルソン (2011-2014) - タイエ・タイウォ (2011-2013) - ロドリゴ・エリー (2012-2014,2015-2017) - ケヴィン・コンスタン (2012-2014) - クリスティアン・サパタ (2012-2019) - フランチェスコ・アチェルビ (2012-2013) - ジャメル・メスバフ (2012-2013) - クリスティアン・ザッカルド (2013-2015) - マティアス・シルベストレ (2013-2014) - パブロ・アルメロ (2014-2015) - アレックス (2014-2016) - アディル・ラミ (2014-2015) | - ダヴィデ・カラブリア (2014-2025) - ルカ・アントネッリ (2015-2018) - ガブリエル・パレッタ (2015-2018) - アレッシオ・ロマニョーリ (2015-2022) - レオネル・バンジョーニ (2016-2017) - グスタボ・ゴメス (2016-2019) - マテオ・ムサッキオ (2017-2021) - マッテオ・ガッビア (2017-) - アンドレア・コンティ (2017-2022) - リカルド・ロドリゲス (2017-2020) - マッティア・カルダラ (2018-2024) - イヴァン・ストリニッチ (2018-2019) - テオ・エルナンデス (2019-2025) - レオ・ドゥアルチ (2019-2022) - シモン・ケアー (2020-2024) - ピエール・カルル (2020-2025) - ディオゴ・ダロト (2020-2021) - フィカヨ・トモリ (2021-) - フォデ・バロ＝トゥーレ (2021-2025) - アレッサンドロ・フロレンツィ (2021-2025) - セルジーニョ・デスト (2022-2023) - マリック・チャウ (2022-2025) - マルコ・ペッレグリーノ (2023-2025) - フィリッポ・テッラッチャーノ (2024-) - ストラヒニャ・パヴロヴィッチ (2024-) - アレックス・ヒメネス (2024-) - エメルソン・ロイヤル (2024-2025) - カイル・ウォーカー (2025) |

### MF
| - ダニエレ・アンジェローニ (1900-1905) - ジャンニーノ・カンペリオ (1900-1903) - グイド・バレリオ (1900-1902) - ジュリオ・セデルナ (1902-1905) - オットー・メイヤー (1902-1910) - ポール・アーノルド・ウォルティ (1902-1904) - ジュゼッペ・リッツィ (1902-1906,1911-1913) - アルフレッド・ハバーリン (1903-1904) - オスカー・ジョセフ・ギガー (1905-1906) - アルフレッド・ボシャード (1905-1910) - アッチリオ・コロンボ (1905-1915) - アッチリオ・トレレ (1905-1909,1911-1915) - ハンス・メイヤー・ヘウベルガー (1905-1906) - ルイージ・ビアンキ (1905) - フーゴー・リーマン (1906-1908) - ジャン・グイド・ピアッツァ (1906-1908,1910-1911) - グスタフ・ハウザー (1907) - アレッサンドロ・スカリオニ (1908-1915,1916-1921) - マックス・ライチ (1908-1909) - ジャック・ディメント (1909-1910) - エディ・オット (1909-1910,1911-1912) - マックス・トビアス (1910-1911) - アレッサンドロ・ボヴァティ (1910-1912) - チェザーレ・ロヴァーティ (1911-1915,1916-1922) - エルネスト・モランディ (1911-1912,1913-1917,1918-1924) - アウグスト・ガエターノ・アヴェンジーニ (1911-1916,1920-1921) - アルナルド・カリト (1911,1913-1914) - ステファノ・スキャパレッリ (1911-1912) - エミル・クローム (1912-1913) - ジョン・ロバート・ロバーツ (1912-1913) - アンドリュー・ウィリアムス (1913-1914) - フランチェスコ・ソルデラ (1914-1924) - オレステ・ペルフェッティ (1915-1916,1922-1924) - ダンテ・ライネリ (1915-1921) - ピエトロ・ブロンツィーニ (1916-1917,1919-1926) - ディオニギ・コルシ (1916-1917,1920-1922) - チェザーレ・セベニーニ (1917-1918) - アメデオ・ヴァレーゼ (1918-1921) - ギジェルモ・ガイアニ (1918-1919,1926-1927) - エウジェニオ・ネグリ (1919-1920) - アルフレド・デ・フランチェスキーニ (1921-1929) - フェルディナンド・トラバットーニ (1921-1923) - アミルカレ・デラ・ノーチェ (1921-1922) - レンツォ・モンティ (1921-1922) - ティツィアーノ・バラリン (1922-1928) - バッサーノ・ダッコ (1922-1923) - アレッサンドロ・サヴェッリ (1923-1927) - アントニオ・ダ・サッコ (1923-1925) - ヨージェフ・バナス (1924-1926) - ジュゼッペ・マルキ (1926-1933) - ジャンアンジェロ・バルザン (1926-1928) - アブドン・スガルビ (1927-1929) - チジアーノ・バラリン (1927) - ルイジ・ジウンタ (1927-1928,1929-1930) - アールパード・ハヨーシュ (1927) - フェルナンド・ランシオーニ (1929-1932) - グリエルモ・ボルゴ (1929-1931) - ルイジ・オスカー・モローニ (1929-1933) - グリエルモ・ザナージ (1929-1930) - ヨセフ・ジリジー (1929-1930) - アントニオ・デ・カルリ (1930-1931) - ルイジ・ガレッティ (1930-1931) - オーランド・ボッチ (1930-1932) - ジュゼッペ・フィアメンギ (1931-1933,1934-1935) - アリゴ・フィービー (1931-1932,1933-1935) - アルド・ビッフィ (1931-1933) - ゲリーノ・カッターネオ (1932-1933) - マリオ・マラテスタ (1932-1933) - ピエトロ・マエストローニ (1932-1934) - ルイジ・クレスタ (1932-1937) - アントニオ・ボルトレッティ (1933-1940) - アンドレア・カピタニオ (1933-1934) - トゥリオ・スカンフェルリーニ (1933-1934,1935-1936) - ジョルジョ・ブイラ (1933-1937) - ジュゼッペ・パーニ (1933-1937) - エミリオ・ガットロンキエリ (1934-1936) - オリビエロ・マスケローニ (1934-1936) - エルマンノ・ベルトロッティ (1935-1937) - セレノ・ジャネッセロ (1935-1939) - ホセ・スピロラッツィ (1935-1936) - レナト・デ・マンツァーノ (1936-1937) - マッテオ・ポッジ (1936-1938) - エツィオ・ロイク (1937-1940) - シンツィオ・スカグリオッティ (1937-1939) - レアンドロ・レモンディーニ (1937-1942) - マリオ・ロエッティ (1937-1940) - マリオ・プロヴァグリオ (1937-1939) - ジュゼッペ・アントニーニ (1937-1944,1945-1949) - ピエトロ・ブスカグリア (1938-1941) - エルピディオ・コッパ (1938-1939) - ジャシント・エレナ (1938-1939) - ルイジ・トルナギ (1938-1940) - テレシオ・トラヴェルサ (1938-1940) - ウンベルト・メンティ (1938-1941) - リッカルド・アルベルト・ヴィラ (1938-1940) - ブルーノ・チッツォ (1939-1940) - パオロ・トデスキーニ (1939-1945) - ジャンニ・トッパン (1940-1949) - アッリーゴ・モルセッリ (1940-1941) - ジュゼッペ・ヴァンヌッチ (1940-1942) - アンジェロ・ボラーノ (1941-1942) - ジョルジオ・グラナータ (1941-1944,1945-1947) - ルイジ・ロゼリーニ (1941-1946) - エルネスト・サンドローニ (1941-1942) - ピエロ・トラパネッリ (1941-1943,1945-1946) - ブルーノ・マッツァ (1942-1943) - アッティリオ・ギャロ (1942-1944) - ルイジ・ポッツィ (1942-1943,1945-1946) - フェルッチョ・ヴァルカレッジ (1943-1944) - ピエトロ・レブッツィ (1944-1945) - カルロ・ヴィラ (1944-1945) - ルイジ・ガネッリ (1944-1945) - アンジェロ・メロニ (1944-1945) - カルロ・ヴィラ (1944-1945) - フェルッチョ・ヴァルカレッジ (1944) - オメロ・トグノン (1945-1956) - カルロ・アンノバッツィ (1945-1953) - アレディオ・ギモナ (1945-1947) - フェリス・チェッリ (1945-1948) - リノ・グラーヴァ (1947-1949) - オスバルド・ビアンカルディ (1948-1949) - パディ・スローン (1948-1949) - ミッチェル・マネンティ (1948-1949) - グンナー・グレン (1949-1953) - ニルス・リードホルム (1949-1961) - エンリコ・カンディアーニ (1949-1950) - ベニグノ・デ・グランディ (1949-1951) - アンジェロ・ロンゴニ (1950-1954) - マリオ・レノスト (1950-1952) - アルバノ・ヴィカリオット (1950-1951,1953-1955) - ピエトロ・グロッソ (1951-1952) - ルチアーノ・スクロカロ (1951-1952) - エンツォ・メネゴッティ (1951-1952) - エロス・ベラルド (1952-1959) - セレスティーノ・セリオ (1952-1953) - ジュゼッペ・ラダエリ (1952-1953) - ジャンカルロ・ピストレッロ (1952-1954) - アルフィオ・フォンタナ (1952-1955,1956-1960) - ステリオ・ダリン (1953-1954) - シルヴァーノ・モロ (1953-1954) - マリオ・ベルガマスキ (1953-1958) - アルベルト・ピッチニーニ (1953-1954) - アレサンドロ・ヴィタリ (1954-1955) - ジャンカルロ・ミリアヴァッカ (1955,1957-1959) - オズヴァルド・バニョーリ (1955-1957) - ジョルジオ・ダル・モンテ (1955-1956) - ジャンフランコ・ガンザー (1955-1956) - エルネスト・クルチアーニ (1956-1958) - ルイジ・ザニエール (1956-1958) | - パー・ブレーデセン (1956-1957) - エルネスト・グリージョ (1957-1960) - ジャンカルロ・ベルトラミ (1957-1958) - ヴィンチェンツォ・オチェッタ (1958-1960) - セルヒオ・ベッティーニ (1959-1960) - アンブロージオ・ペラガッリ (1959-1960,1961-1966) - ジャンニ・リベラ (1960-1979) - ピエルルイジ・ロンゾン (1960-1961) - サンティアゴ・ヴェルナッツァ (1960-1961) - ジョバンニ・ロデッティ (1961-1970) - アルシデス・ギジャ (1961-1962) - アンブロジオ・ペラガッリ (1961-1966) - ジノ・サニ (1961-1964) - ホセ・ジャーマノ・デ・セールス (1962-1963) - ジョルジョ・ロッサーノ (1962-1964) - アルベルト・ガヤルド (1962-1964) - ビクトル・ベニテス (1963-1964) - ブルーノ・バチェッタ (1963-1965,1966-1967) - ジャンカルロ・サルヴィ (1964-1965) - ネヴィオ・スカラ (1965-1966,1967-1969,1975-1976) - ウラノ・ナヴァリーニ (1965-1966) - ファウスト・ダオリオ (1965-1967) - セルジョ・マドデ (1965-1967) - マッシモ・ジャコミニ (1966-1968) - リノ・ゴリン (1967-1968,1969-1970,1971-1973) - ジョルジオ・ロニョーニ (1967-1971) - ロマーノ・フォッリ (1968-1970) - ロベルト・カソネ (1969-1974) - ドメニコ・フォンターナ (1969-1970) - ロメオ・ベネッティ (1970-1976) - グイド・マゲリーニ (1970-1973) - ピエル・パオロ・スカーローネ (1970-1972) - ジョルジョ・ビアシオーロ (1970-1977) - ヴィンチェンツォ・ザザロ (1970-1976) - アルベルト・ビゴン (1971-1980) - リッカルド・ソリアーノ (1971-1974) - ウォルター・デ・ヴェッキ (1973-1974,1978-1981) - フランコ・ベルガマスキ (1973-1974,1975-1976) - オッタヴィオ・ビアンキ (1973-1974) - アレッサンドロ・トゥリーニ (1973-1975) - ドゥイーノ・ゴリン (1974-1977) - ジョバンニ・ロリーニ (1974-1977) - ミケーレ・デ・ナダイ (1975-1976) - ファビオ・カペッロ (1976-1980) - ジョルジオ・モリーニ (1976-1981) - ルーベン・ブリアーニ (1977-1982) - ウゴ・トセット (1977-1978) - ガブリエロ・カロッティ (1977-1981,1983-1986) - ワルテル・ノヴェッリーノ (1978-1982) - ステファノ・キオディ (1978-1980) - フランチェスコ・ロマーノ (1979-1983) - アルベリゴ・エバーニ (1980-1993) - ステファノ・クォギ (1980-1983) - マルコ・ボリス (1980-1981) - アンドレア・イカルディ (1980-1986) - アデリオ・モロ (1981-1982) - マッシモ・ガッダ (1981-1985) - ヴィニシオ・ヴェルザ (1982-1985) - ジャンカルロ・パシナート (1982-1983) - ティツィアーノ・マンフリン (1982-1983) - オスカル・ダミアーニ (1982-1984) - ヴィニシオ・ヴェルザ (1982-1985) - アンドレア・マンゾ (1983-1987) - ダニエル・タッコーニ (1983-1984) - リッカルド・パシオッコ (1983) - アゴスティーノ・ディ・バルトロメイ (1984-1987) - ロベルト・スカルネッキア (1984-1985) - レイ・ウィルキンス (1984-1987) - マルコ・マシナ (1985-1986) - マリオ・ボルトラッツィ (1985-1986,1987-1988) - ロベルト・ドナドーニ (1986-1996,1997-1999) - フランチェスコ・ザノンツェッリ (1986-1987) - ジョヴァンニ・ストロッパ (1986-1987,1989-1991,1994-1995) - カルロ・アンチェロッティ (1987-1992) - ルート・フリット (1987-1993,1994) - アンジェロ・コロンボ (1987-1990) - ルフォ・エミリアーノ・ヴェルガ (1987-1990,1993) - クリスチャン・ランティグノッティ (1988-1990) - ファビオ・ヴィヴィアーニ (1988-1989) - フランク・ライカールト (1988-1993) - ディエゴ・フゼール (1989-1990,1991-1992) - ステファノ・サルヴァトーリ (1989-1990) - デメトリオ・アルベルティーニ (1989-1990,1991-2002) - ジャンルカ・ガウデンツィ (1990-1991) - アンジェロ・カルボーネ (1990-1991,1993-1994) - ズボニミール・ボバン (1991-2002) - フェルナンド・デ・ナポリ (1992-1994) - ジャンルイジ・レンティーニ (1992-1996) - ステファノ・エラーニオ (1992-1997) - マルセル・デサイー (1993-1998) - アレッサンドロ・オルランド (1993-1994) - デヤン・サビチェビッチ (1993-1998) - マッシモ・オルランド (1994-1995) - ジャンルカ・ソルド (1994-1996) - クリスティアン・ブロッキ (1994-1998,2001-2008) - パトリック・ヴィエラ (1995-1996) - トーマス・ロカテッリ (1995-1997) - マッシモ・アンブロジーニ (1995-2013) - エドガー・ダーヴィッツ (1996-1997) - イェスパー・ブロムクヴィスト (1996-1997) - レオナルド (1997-2001,2002-2003) - クリスティアン・ツィーゲ (1997-1999) - イブラヒム・バ (1997-2003) - ジャンピエロ・マイーニ (1997-1999) - ドメニコ・モルフェオ (1998-1999) - アンドレス・グリエルミンピエトロ (1998-2001) - ジェンナーロ・ガットゥーゾ (1999-2012) - ディエゴ・デ・アセンティス (1999-2000) - フェデリコ・ジュンティ (1999-2001) - セルジーニョ (1999-2008) - フェルナンド・レドンド (2000-2004) - ピエールルイジ・オルランディーニ (2000) - パブロ・ガルシア (2000-2001) - ルイ・コスタ (2001-2006) - ウミト・ダヴァラ (2001-2002) - アンドレア・ピルロ (2001-2011) - マッシモ・ドナーティ (2001-2007) - クラレンス・セードルフ (2002-2012) - リバウド (2002-2004) - ステファノ・パストレロ (2003) - カカ (2003-2009,2013-2014) - ヴィカシュ・ドラソー (2004-2005) - ヨハン・フォーゲル (2005-2006) - ヨアン・グルキュフ (2006-2008) - ダヴィデ・ディ・ジェンナーロ (2006-2008,2009-2012) - エメルソン (2007-2009) - ロドニー・ストラッサー (2008-2013) - タバレ・ビウデス (2008-2009) - マティアス・カルダシオ (2008-2009) - マチュー・フラミニ (2008-2013) - デビッド・ベッカム (2009,2010) - アレクサンダー・メルケル (2010-2011,2012) - ケヴィン＝プリンス・ボアテング (2010-2013,2016) - アルベルト・アクイラーニ (2011-2012) - アントニオ・ノチェリーノ (2011-2016) - ブライアン・クリスタンテ (2011-2014) - ウルビー・エマヌエルソン (2011-2014) - マルク・ファン・ボメル (2011-2012) - バカイェ・トラオレ (2012-2014) - サリー・ムンタリ (2012-2015) - ナイジェル・デ・ヨング (2012-2016) - リッカルド・モントリーヴォ (2012-2019) - ヴァルテル・ビルサ (2013-2015) - リッカルド・サポナーラ (2013-2015) - アンドレア・ポーリ (2013-2017) - マイケル・エッシェン (2014-2015) - マルコ・ファン・ヒンケル (2014-2015) - アレッサンドロ・マスタッリ (2014-2015) - アデル・ターラブト (2014) | - ジャコモ・ボナヴェントゥーラ (2014-2020) - ユライ・クツカ (2015-2017) - アンドレア・ベルトラッチ (2015-2019) - ホセ・マウリ (2015-2019) - ホセ・ソサ (2016-2018) - マヌエル・ロカテッリ (2016-2019) - マリオ・パシャリッチ (2016-2017) - マティアス・フェルナンデス (2016-2017) - フランク・ケシエ (2017-2022) - ハカン・チャルハノール (2017-2021) - ルーカス・ビリア (2017-2020) - トンマーゾ・ポベガ (2018-) - アレン・ハリロヴィッチ (2018-2020) - ディエゴ・ラクサール (2018-2021) - ティエムエ・バカヨコ (2018-2019,2021-2023) - ラデ・クルニッチ (2019-2024) - イスマエル・ベナセル (2019-) - ルーカス・パケタ (2019-2020) - アレクシス・サーレマーケルス (2020-) - サンドロ・トナーリ (2020-2023) - ソアリオ・メイテ (2021) - ジュニオール・メシアス (2021-2024) - ヤシン・アドリ (2022-) - アステル・ヴランクス (2022-2023) - ルーベン・ロフタス＝チーク (2023-) - タイアニ・ラインデルス (2023-2025) - ルカ・ロメロ (2023-2025) - ユヌス・ムサ (2023-) - ケヴィン・ゼロリ (2024-) - ユスフ・フォファナ (2024-) - ワレン・ボンド (2025-) |

### FW
| - デビッド・アリソン (1899-1901) - サミュエル・リチャード・デイヴィス (1899-1902) - エットレ・ネグレッティ (1900-1902) - アントニオ・ドゥビニ (1900-1902) - アッチリオ・フォルメンティ (1900-1902) - ゲレロ・コロンボ (1900-1906) - ルイ・ワグナー (1901-1902) - エドワード・ウェイド (1902) - グイド・ペドロニ (1902-1906) - ヨハン・フェルディナンド・マドラー (1902-1908) - ドメニコ・ガリ (1903) - グイド・グレゴレット (1903) - エンリコ・カンファリ (1903-1904) - ウンベルト・スコッティ (1903-1904) - アントニオ・サラ (1903-1906) - アレッサンドロ・トレレ (1904-1908) - グスタボ・カレラ (1905-1912) - ウンベルト・マルバノ (1905-1906) - エルンスト・ウィドマー (1905-1908) - カミーロ・パリシーニ (1906-1907) - ハンス・ウォルター・イムホフ (1906-1908) - ピエトロ・ラナ (1907-1914) - ビットリオ・ペドロニ (1907-1910) - ルイジ・フォルラーノ (1909) - アキッレ・ブリョースキ (1909-1910) - アルド・セベニーニ (1909-1912,1915-1919) - エドアルド・マリアーニ (1909-1910,1918-1920) - ジュリオ・バヴァストロ (1910-1913) - ルイス・ヴァン・ヘーゲ (1910-1917) - フランコ・ボンタディーニ (1910-1911) - ルイジ・セベニーニ (1911-1912,1915-1919) - ロモロ・フェラーリオ (1911-1921) - カミーユ・ネイス (1912-1913) - カルロ・カペッリ (1913-1914) - アッチリオ・マルケージ (1913-1914,1916-1917) - カルロ・ボッツィ (1914-1921) - エルミニオ・ブレヴェダン (1914-1915) - ロレンツォ・オレアリオ・デ・ベラジェンテ (1914-1915,1919-1920) - グスタボ・ザッキ (1914-1917,1921-1924) - マリオ・クレスピ (1915-1916) - シルビオ・フリジェリオ (1917-1918) - カルロ・セベニーニ (1917-1920,1924-1927) - ナターレ・ロイアコノ (1919-1922) - マリオ・ロギ (1919-1920,1921-1922) - アルマンド・ベッローリオ (1920-1921) - ジャンピエロ・ムーラー (1921-1922) - ジュゼッペ・サンタゴスティーノ (1921-1932) - ベネリーノ・パパ (1921-1925) - ルイジ・ポッジャ (1921-1926) - エンリコ・フォルネリス (1922-1925) - アンドレア・シモンタッキ (1922-1923) - アレッサンドロ・サヴェリ (1923-1927) - グスタボ・ゲイ (1923-1924) - ロドルフォ・オストロマン (1924-1928) - ダリオ・ゲイ (1925-1929) - アシール・サッキ (1925-1927) - マリオ・ラザロニ (1925-1927) - ヴィットリオ・ボネロ (1925-1926) - ピエトロ・ボンフィグリオ (1925-1926,1928-1930) - マリオ・ラッツァローニ (1925-1927) - カール・ミュラー (1925-1926) - エルミニオ・パルメサニ (1925-1930) - パルミーロ・ルイジ・パストレリ (1925-1926) - パリス・パスカルレット (1926-1928) - ジュゼッペ・トリアーニ (1927-1935) - ステファノ・アイゴッティ (1927-1929) - ピエトロ・パストーレ (1927-1929,1931-1932) - マリアーノ・タンシーニ (1927-1930,1933-1934) - エミリオ・マナッツァ (1928-1930) - ブルーノ・トニャーナ (1928-1929) - ジョゼフ・ジリジー (1929-1930) - ジェンナーロ・ボンサント (1929-1932) - ルイジ・オスカル・モロニ (1929-1933) - ロッコ・ラネッリ (1929-1930) - ギジェルモ・ザナッシ (1929-1930) - ロベルト・ステルニッサ (1929-1932) - ジウリオ・ロッシ (1929-1936) - ピエトロ・アルカリ (1930-1936) - マリオ・マグノッツィ (1930-1933) - アッチリオ・コッソヴェル (1930-1933) - アンジェロ・ミノイア (1930-1932) - ホセ・ポンジニビオ (1930-1931) - ジョバンニ・モレッティ (1931-1939) - マリオ・ロマーニ (1932-1936) - ルイジ・クレスタ (1932-1937) - アルド・バルビエリ (1933-1934) - ベネデット・ステラ (1933-1935) - パオロ・シルヴェストリ (1934-1935) - エリシオ・ガバルド (1935-1938) - ビセンテ・アルノニ (1935-1936,1937-1938) - マリオ・ジダリッヒ (1935-1937) - ジュゼッペ・スピノラ (1935-1936) - アルド・ボフィ (1936-1945) - エギディオ・キャプラ (1936-1939) - レモ・コシオ (1936-1939) - マッシミリアーノ・ザンダリ (1936-1937) - エルピディオ・コッパ (1938-1939) - ジュゼッペ・ヴィーゴ (1938-1939) - ピエトロ・パシナティ (1939-1940) - カルロ・ビラーギ (1939-1940) - ブルーノ・アルカリ (1940-1941,1944-1945) - ジュゼッペ・メアッツァ (1940-1942) - アメデオ・デッリ・エスポスティ (1940-1942) - ナダレ・ファッチェンダ (1940-1941) - ジーノ・カペッロ (1940-1943) - ピエロ・トラパネッリ (1941-1943,1945-1946) - アンジェロ・ボラーノ (1941-1942) - マリオ・ベグニ (1942-1945) - グイド・コルベッリ (1942-1943) - ウォルター・デル・メディコ (1942-1944) - エンニオ・ビアンキ (1943-1945) - ロマノ・ペンツォ (1943-1944) - エットーレ・プリチェッリ (1944-1949) - ウンベルト・グァルニエリ (1944-1945) - アキーレ・カサンシーニ (1944-1945) - ロメオ・メンティ (1944) - マリオ・バンディラーリ (1945-1946) - ドメニコ・クレモネッシ (1945-1946) - リカルド・カラペレーゼ (1946-1949) - アウレリオ・サンタゴスティーノ (1946-1951) - マリオ・トソリーニ (1946-1947) - レンゾ・ブリーニ (1947-1953) - ピエトロ・デガーノ (1947-1949) - フランコ・デ・グレゴリ (1947-1950) - レナト・ラッチス (1947-1948) - エリオ・オノラート (1948-1949) - アルベルト・グズムンドソン (1948-1949) - ラジョス・ツェイズラー (1949-1952) | - グンナー・ノルダール (1949-1956) - エンリコ・カンディアーニ (1949-1950) - ジュゼッペ・リナルディ (1949-1950) - アムレト・フリニャーニ (1951-1956) - ヨルゲン・レシュリー・ソーレンセン (1953-1955) - フアン・アルベルト・スキアフィーノ (1954-1960) - エドゥアルド・リカーニ (1954-1956) - ヴァレンティノ・ヴァリ (1954-1956) - イタロ・カルミナーティ (1955-1956) - アモス・マリアーニ (1955-1958) - エルネスト・クッチアローニ (1956-1958) - エミリアーノ・ファリーナ (1956-1957) - ジャンニ・メランチ (1956-1957) - ガストン・ビーン (1956-1960) - カルロ・ガッリ (1956-1961) - チェザーレ・レイナ (1956-1961) - パー・ブレーデセン (1956-1958) - ジャンカルロ・ダノバ (1957-1960,1961-1962) - ダリオ・バルッフィ (1957-1968) - ジャンカルロ・バッチ (1958-1960) - ジョゼ・アルタフィーニ (1958-1965) - パオロ・フェラーリオ (1959-1960,1961,1963-1966) - ジョルジョ・フォガル (1959-1960) - パオロ・バリソン (1960-1963) - マリオ・マラスキ (1960-1961) - サンティアゴ・ヴェルナッツァ (1960-1961) - ジミー・グリーブス (1961) - オリヴィエロ・コンティ (1961-1962) - アルシデス・ギジャ (1961-1962) - ジノ・ピヴァテッリ (1961-1963) - ホセ・ジェルマーノ・デ・セレス (1962) - エマヌエレ・デル・ヴェッキオ (1962-1963) - ブルーノ・モラ (1962-1969) - ジュリアーノ・フォルトゥナート (1962-1967) - アマリウド・タヴァレス・ダ・シウヴェイラ (1963-1967) - アクイリーノ・ボンファンティ (1964-1965) - アンジェロ・ソルマーニ (1965-1970) - アンジェロ・パイナ (1966-1967,1970-1971) - ピエリーノ・プラティ (1966-1973) - リッカルド・イノチェンティ (1966-1967) - ネロ・サルトゥッティ (1966-1967) - クルト・ハムリン (1967-1969) - アントニオ・アンジェリージョ (1965-1966,1967-1968) - カルロ・ペトリーニ (1968-1969) - ネスター・コンビン (1969-1971) - アンジェロ・マルキ (1969-1970) - シルヴァーノ・ヴィラ (1970-1972,1975-1976) - カルロ・トレソルディ (1971-1974) - ルチアーノ・キアルージ (1972-1976) - フランチェスコ・ヴィンチェンツィ (1973-1974,1975-1977,1980-1981) - ジャンニ・ビュイ (1974-1975) - エギディオ・カローニ (1974-1978) - ジョバンニ・サルトーリ (1975,1978-1979) - ルチアーノ・ガウディーノ (1975-1978) - マッシモ・シウヴァ (1976-1977) - ジョルジオ・ブラーリア (1976-1978) - ロベルト・アントネッリ (1977-1982) - ルチアーノ・ガウディーノ (1977-1978) - ウーゴ・トセット (1977-1978) - ロベルト・マンドレッシ (1978-1980,1981-1982) - ジュゼッペ・ガルッツォ (1979-1982) - ジョー・ジョーダン (1981-1983) - ジュゼッペ・インコシアティ (1981-1985) - ファビオ・ヴァレンテ (1981-1983) - アルド・セレーナ (1982-1983,1991-1993) - オスカル・ダミアーニ (1982-1984) - ルーサー・ブリセット (1983-1984) - リッカルド・パチョッコ (1983) - ピエトロ・パオロ・ビルディス (1984-1989) - サルヴァトーレ・ギュンター (1984-1985) - マーク・ヘイトリー (1984-1987) - パオロ・ロッシ (1985-1986) - マルコ・マシーナ (1985-1986) - ダニエレ・マッサーロ (1986-1995) - ジュゼッペ・ガルデリシ (1986-1987,1989) - グラツィアーノ・マナリ (1986-1989) - マッシミリアーノ・カッペリーニ (1987-1992) - マルコ・ファン・バステン (1987-1993) - ステファーノ・ボルゴノーヴォ (1989-1990) - マルコ・シモーネ (1989-1997,2001-2002) - マッシモ・アゴスティーニ (1990-1991) - ジョヴァンニ・コルナッキーニ (1991-1992) - ジャン＝ピエール・パパン (1992-1994) - デヤン・サビチェビッチ (1993-1998) - ブライアン・ラウドルップ (1993-1994) - フロリン・ラドチョウ (1993-1994) - パオロ・ディ・カーニオ (1994-1996) - パウロ・フットレ (1995-1996) - ジョージ・ウェア (1995-2000) - アレッサンドロ・メッリ (1995) - ロベルト・バッジョ (1995-1997) - ルカ・サウダーティ (1996-1997) - クリストフ・デュガリー (1996-1997) - マウリツィオ・ガンツ (1997-1998,1998-1999) - パトリック・クライファート (1997-1998) - アンドレアス・アンデション (1997-1998) - マッテオ・ペラッティ (1997-2000) - フィリッポ・マニエーロ (1998) - モハメド・アリュー・ダッティ (1998-2000,2001-2002) - オリバー・ビアホフ (1998-2001) - アンドリー・シェフチェンコ (1999-2006,2008-2009) - ジャンニ・コマンディーニ (2000-2001) - ホセ・マリ (2000-2003) - フィリッポ・インザーギ (2001-2012) - アレッサンドロ・マトリ (2001-2007,2013-2016) - ヴィタリ・クトゥザウ (2001-2004) - ハビ・モレノ (2001-2002) - ヨン・ダール・トマソン (2002-2005) - マルコ・ボッリエッロ (2002-2007,2008-2010) - アレッサンドロ・マトリ (2003-2007,2013-2016) - ミケーレ・ピッコロ (2003-2006) - エルナン・クレスポ (2004-2005) - クリスティアン・ヴィエリ (2005-2006) - アルベルト・ジラルディーノ (2005-2008) - マルシオ・アモローゾ (2006) - リカルド・オリヴェイラ (2006-2008) - アレシャンドレ・パト (2007-2013) - ロナウド (2007-2008) - アルベルト・パロスキ (2007-2008) - ロナウジーニョ (2008-2011) - クラース・ヤン・フンテラール (2009-2010) - ジャンマルコ・ジゴーニ (2009-2011) - ロビーニョ (2010-2015) - アントニオ・カッサーノ (2010-2012) - ナムディ・オドゥアマディ (2010-2018) - アレッサンドロ・マンシーニ (2010) | - ズラタン・イブラヒモビッチ (2010-2012,2020-2023) - ステファン・エル・シャーラウィ (2011-2016) - マキシ・ロペス (2012) - エムベイェ・ニアン (2012-2018) - ボージャン・クルキッチ (2012-2013) - ジャンパオロ・パッツィーニ (2012-2015) - アンドレア・ペターニャ (2012-2016) - マリオ・バロテッリ (2013-2014,2015-2016) - 本田圭佑 (2014-2017) - ジェレミー・メネス (2014-2016) - フェルナンド・トーレス (2014-2016) - アレッシオ・チェルチ (2015-2016) - スソ (2015-2020) - マッティア・デストロ (2015) - カルロス・バッカ (2015-2018) - ルイス・アドリアーノ (2015-2017) - ジャンルカ・ラパドゥーラ (2016-2018) - ジェラール・デウロフェウ (2017) - ルーカス・オカンポス (2017) - アンドレ・シルヴァ (2017-2020) - ファビオ・ボリーニ (2017-2020) - ニコラ・カリニッチ (2017-2018) - パトリック・クトローネ (2017-2019) - ゴンサロ・イグアイン (2018-2019) - サム・カスティジェホ (2018-2022) - クシシュトフ・ピョンテク (2019-2020) - ラファエル・レオン (2019-) - アンテ・レビッチ (2019-2023) - ダニエル・マルディーニ (2020-2024) - ブライム・ディアス (2020-2023) - イェンス・ペッター・ハウゲ (2020-2022) - マリオ・マンジュキッチ (2020-2021) - オリヴィエ・ジルー (2021-2024) - ピエトロ・ペッレグリ (2021-2022) - マルコ・ラゼティッチ (2022-2025) - ディヴォック・オリジ (2022-) - シャルル・デ・ケテラーレ (2022-2024) - クリスチャン・プルシック (2023-) - ノア・オカフォー (2023-) - サムエル・チュクウェゼ (2023-) - ルカ・ヨヴィッチ (2023-2025) - チャカ・トラオレ (2023-) - アルバロ・モラタ (2024-) - タミー・エイブラハム (2024-2025) - サンティアゴ・ヒメネス (2025-) - リッカルド・ソッティル (2025) - ジョアン・フェリックス (2025) |